# Nowiny (powiat elbląski)
Nowiny – kolonia w Polsce położona w województwie warmińsko-mazurskim, w powiecie elbląskim, w gminie Pasłęk, osada wchodzi w skład sołectwa Brzeziny.
W latach 1975–1998 miejscowość administracyjnie należała do województwa elbląskiego.